# Nižné Ladičkovce
Nižné Ladičkovce (em húngaro: Alsólászlófalva) é um município da Eslováquia, situado no distrito de Humenné, na região de Prešov. Tem 8,55 km² de área e sua população em 2018 foi estimada em 339 habitantes.

## Demografia
| Ano:        | 1994 | 2004   | 2014   | 2024   |
| ----------- | ---- | ------ | ------ | ------ |
| Broj ljudi: | 344  | 365    | 353    | 321    |
| Razlika:    |      | +6,10% | -3,28% | -9,06% |

| Ano:               | 2023 | 2024   |
| ------------------ | ---- | ------ |
| Número de pessoas: | 325  | 321    |
| Diferença:         |      | -1,23% |